# Le Gorille (série de films)

Le Gorille est une série de films français qui a débuté en 1957 en France, et s'est terminée en 1962.
Il s'agit de l'adaptation cinématographique de romans français de la collection Série noire de plus de deux cents titres différents écrits par Dominique Ponchardier sous le pseudonyme de Dominique Antoine, ou Antoine Dominique, ayant pour personnage central Géo Paquet, un espion surnommé « Le Gorille ».

## Filmographie
Cette série est composée de :
- Le Gorille vous salue bien réalisé par Bernard Borderie, sorti en 1957.
- La Valse du Gorille réalisé par Bernard Borderie, sorti en 1959.
- Le Gorille a mordu l'archevêque réalisé par Maurice Labro, sorti en 1962.

## Fiche technique
| Titre        | Le Gorille vous salue bien (1957)           | La Valse du Gorille (1959)       | Le Gorille a mordu l'archevêque (1962) |
| ------------ | ------------------------------------------- | -------------------------------- | -------------------------------------- |
| Réalisateur  | Bernard Borderie                            | Bernard Borderie                 | Maurice Labro                          |
| Scénaristes  | Bernard Borderie                            | Bernard Borderie                 |                                        |
| Scénaristes  | Jacques Robert                              |                                  |                                        |
| Scénaristes  | Antoine Dominique                           |                                  | Antoine Dominique                      |
| Dialogues    |                                             | Bernard Borderie                 | Roger Hanin                            |
| Dialogues    | Antoine Dominique / Antoine-Louis Dominique |                                  |                                        |
| Dialogues    | Jacques Robert                              |                                  |                                        |
| Musique      | Jean Leccia                                 | Jean Leccia                      | Michel Magne                           |
| Son          | Louis Perrin                                | René Sarrazin                    | Séverin Frankiel                       |
| Photographie | Louis Page                                  | Claude Renoir                    | Robert Lefebvre                        |
| Montage      | Jacqueline Brachet                          | Christian Gaudin                 | Germaine Artus                         |
| Montage      | Pierre Gaudin                               |                                  |                                        |
| Décors       | Robert Clavel                               | René Moulaert                    | ?                                      |
| Sortie       | 3 septembre 1957                            | 7 octobre 1959                   | 3 octobre 1962                         |
| Durée        | 100 minutes                                 | 100 minutes                      | 86 minutes                             |
| Entrées      | 2 809 135                                   | 1 726 072                        | 1 603 233                              |
| Genre        | film policier, film d'espionnage            | film policier, film d'espionnage | film policier, film d'espionnage       |
| Distributeur | Pathé                                       | Pathé                            | Gaumont                                |

## Distribution
| Géo Paquet « le Gorille »                          | Lino Ventura         | Roger Hanin     | Roger Hanin        |
| le colonel Berthomieu « le Vieux », chef de la DST | Charles Vanel        | Charles Vanel   | Pierre Dac         |
| Berthier, un agent secret                          | Yves Barsacq         | Yves Barsacq    | Claude Castaing    |
| William Veslot                                     | Pierre Dux           |                 |                    |
| Isaline                                            | Bella Darvi          |                 |                    |
| Chaboute, la femme du « Gorille »                  | Marie Sabouret       |                 |                    |
| Cébu                                               | Jean-Pierre Mocky    |                 |                    |
| l'inspecteur Blavet de la DST                      | René Lefèvre         |                 |                    |
| Casa                                               | Robert Manuel        |                 |                    |
| Mauricet                                           | André Valmy          |                 |                    |
| Ryart, le directeur de la DST                      | Jean Mercure         |                 |                    |
| Léon                                               | Jean-Roger Caussimon |                 |                    |
| X.A Pallos                                         | Henri Crémieux       |                 |                    |
| Combinat                                           | Robert Berri         |                 |                    |
| Antoine Legrand, inspecteur de l'hygiène           | René Bergeron        |                 |                    |
| le conseiller Smolen                               | Jean-Max             |                 |                    |
| Ted « the Hook » Parker, l'agent américain         |                      | Jess Hahn       |                    |
| Boris Almazian « Grishka », l'agent soviétique     |                      | Michel Thomass  |                    |
| Greffier, le chimiste                              |                      | René Havard     |                    |
| Otto Lohn, l'agent allemand                        |                      | Wolfgang Preiss |                    |
| Hortense, la libraire qui sert de Q.G              |                      | Suzanne Dehelly |                    |
| « La blonde » de la brasserie                      |                      | Micheline Gary  |                    |
| Le délégué français                                |                      | Jean Juillard   |                    |
| Bergère, un agent français                         |                      | Pierre Collet   |                    |
| Kurt Von Rosberg, un agent allemand                |                      | Claude Vernier  |                    |
| Le militaire de Pau                                |                      | Jack Ary        |                    |
| Un délégué américain à la conférence               |                      | Daniel Croheim  |                    |
| Un homme au restaurant                             |                      | Jimmy Perrys    |                    |
| le secrétaire général                              |                      |                 | Fernand Fabre      |
| Ouemelli                                           |                      |                 | James Campbell     |
| Bezoy                                              |                      |                 | Jean-Marie Rivière |
| Félicien                                           |                      |                 | Lucien Hubert      |